# シンハナコーン郡
座標: 北緯7度14分18秒 東経100度33分10秒 / 北緯7.23833度 東経100.55278度
シンハナコーン郡(シンハナコーンぐん、タイ語: สิงหนคร)はタイ南部ソンクラー県の郡の一つ。

## 歴史
1988年2月15日ムアンソンクラー郡から11タムボンが分離し、分郡を設置した。1991年7月19日郡に昇格した。

## 地理

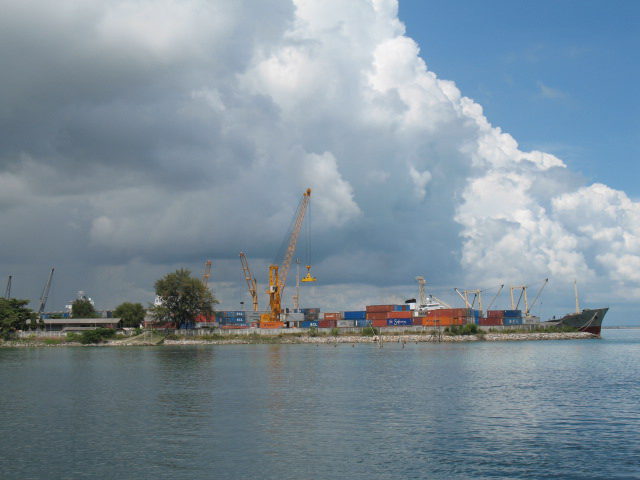
シンハナコーン郡ソンタレー公園から眺めたソンクラー港

シンハナコーン郡は南から時計回りにムアンソンクラー郡、ハートヤイ郡、クワンニエン郡、パッタルン県パークパユーン郡、サティンプラ郡に接する。東側はタイランド湾に面する。
郡はタイランド湾とソンクラー湖の間に位置しており、タイランド湾側には深海港ソンクラー港がある。

## 行政区分
シンハナコーン郡は11のタムボンに分かれ、さらにその下位に77の村（ムーバーン）がある。郡内にはテーサバーンが３つある。テーサバーンタムボン・シンハナコーンは、タムボン・チンコーとタムボン・タムノップの一部と、タムボン・サティンモーとタムボン・フアカの全域を管理している。テーサバーンタムボン・ムワンガームは、タムボン・ムワンガームを管理している。テーサバーンタムボン・チャレーは、タムボン・チャレーを管理している。その他のそれぞれのタムボンはタムボン行政体により行政が行われている。
| No. | 名                       | タイ語  | 村数 | 人口   |
| --- | ------------------------ | ------- | ---- | ------ |
| 1.  | タムボン・チンコー       | ชิงโค    | 10   | 10,920 |
| 2.  | タムボン・サティンモー   | สทิงหม้อ  | 6    | 15,361 |
| 3.  | タムボン・タムノップ     | ทำนบ    | 7    | 4,458  |
| 4.  | タムボン・ラムデーン     | รำแดง   | 7    | 2,734  |
| 5.  | タムボン・ワットカヌン   | วัดขนุน   | 8    | 7,937  |
| 6.  | タムボン・チャレー       | ชะแล้    | 5    | 2,868  |
| 7.  | タムボン・パークロー     | ปากรอ   | 6    | 2,571  |
| 8.  | タムボン・パーカート     | ป่าขาด   | 5    | 2,846  |
| 9.  | タムボン・フアカオ       | หัวเขา   | 8    | 14,567 |
| 10. | タムボン・バーンキアット | บางเขียด | 5    | 3,500  |
| 11. | タムボン・ムワンガーム   | ม่วงงาม  | 10   | 11,519 |

## 注脚
1. ↑  “ประกาศกระทรวงมหาดไทย เรื่อง แบ่งเขตท้องที่อำเภอเมืองสงขลา จังหวัดสงขลา ตั้งเป็นกิ่งอำเภอสิงหนคร” (Thai). Royal Gazette 105 (21 ง Special):  73. (February 5 1988).
2. ↑  “พระราชกฤษฎีกาตั้งอำเภอทุ่งตะโก อำเภอพะโต๊ะ อำเภอเขาค้อ อำเภอน้ำหนาว อำเภอวังจันทร์ อำเภอนาด้วง อำเภอเต่างอย อำเภอสิงหนคร อำเภอพระสมุทรเจดีย์ และอำเภอลำดวน พ.ศ. ๒๕๓๔” (Thai). Royal Gazette 108 (107 ก Special):  29–33. (June 19 1991).